# Jeanneau Gin Fizz
Die Gin Fizz ist eine Segelyacht, die von Philippe Harlé entworfen und in den Jahren von 1974 bis 1980 vom französischen Hersteller Jeanneau gebaut wurde. Später wurde das Boot auch von Gib’Sea gebaut.
Das Schiff ist 11,4 Meter (bzw. 37 Fuß) lang und 3,76 Meter breit. Es konnte mit Mittelcockpit als auch mit Heckcockpit bestellt werden. Besonders war auch die Möglichkeit, das Schiff sowohl mit einem Sluprigg als auch mit einem Ketschrigg ausstatten zu lassen. 
Nachfolgemodell war die etwas größere Sun Fizz. 
Laura Dekker segelte mit ihrer Gin Fizz Guppy von August 2010 bis Januar 2012 einhand um die Welt. 

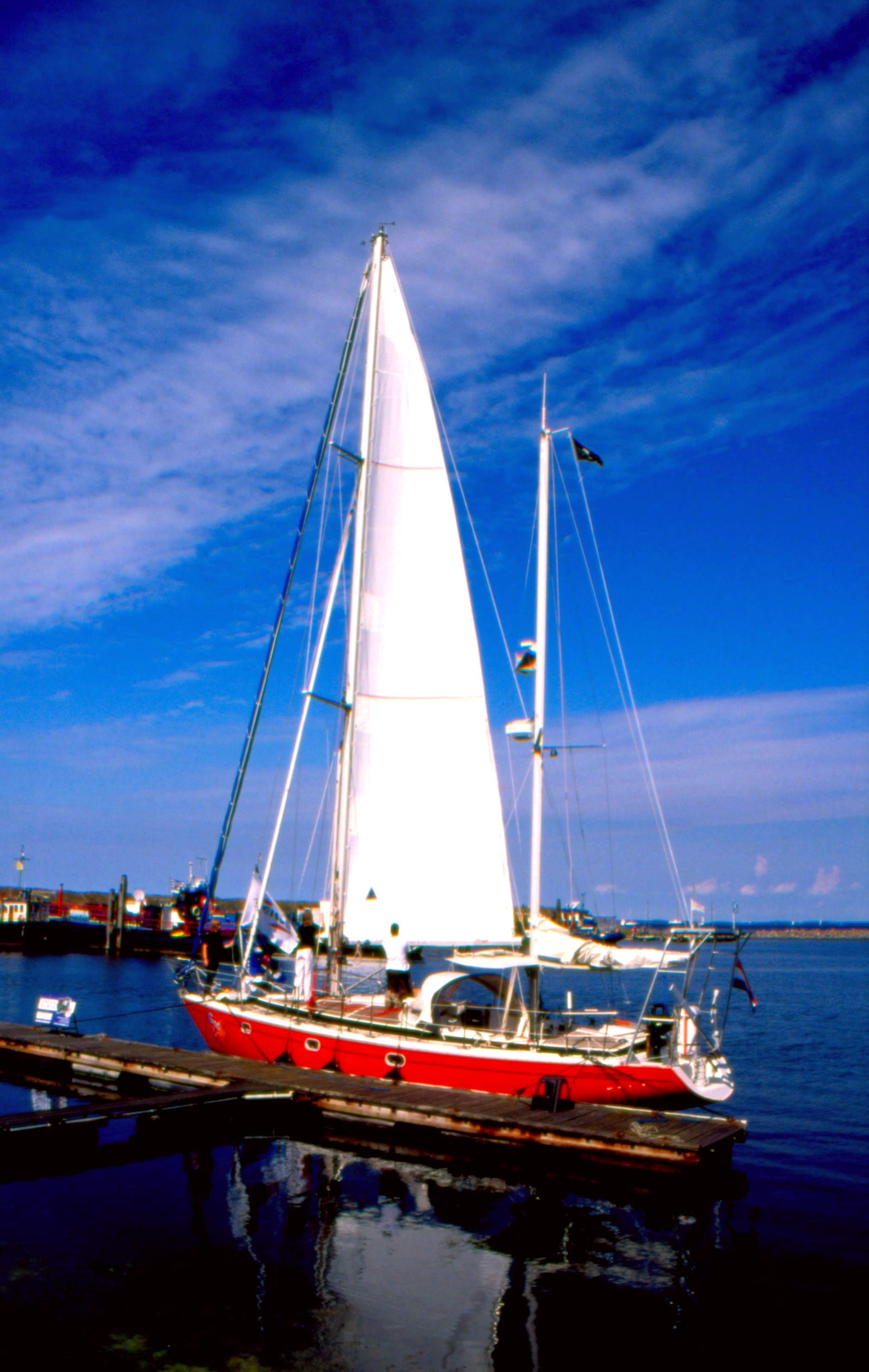
Laura Dekkers Gin Fizz (Guppy) in Den Osse